# 흑장미 (1983년 영화)
"흑장미"는 한국에서 제작된 신위균 감독의 1983년 영화이다. 양혜산 등이 주연으로 출연하였고 정창화 등이 제작에 참여하였다.

## 출연

### 주연
- 양혜산(중국어판)
- 향운봉(중국어판)
- 진관태(중국어판)
- 박애나

## 기타
- 원작자: 홍종원
- 조명: 오영권
- 녹음: 손인호